# Yves Ryan
Yves Ryan (28 de Fevereiro de 1928 – 2 de Fevereiro de 2014) foi um politico canadiano na província de Quebec. Foi o mayor de Montréal-Nord de 1963 até 2001, quando a cidade sub-urbana foi incorporada pela nova cidade de Montreal.